# Gertrud av Braunschweig
Gertrud av Braunschweig, född 1060, död 1117, var en grevinna av Katlenburg som gift med Dietrich II av Katlenburg, markgrevinna av Friesland som gift med Henrik av Friesland, och markgrevinna av Meissen som gift med Henrik I av Meissen.
Hon var regent i Katlenburg för sin omyndiga son Dietrich III av Katlenburg 1085, regent i Friesland för sin omyndiga son Otto III av Northeim 1090, regent i Northeim för sin omyndiga son Otto III av Northeim 1103.  Hon var också regent i Northeim som förmyndare för sin son. Hon var en av ledarna för de tyska vasallernas uppror mot den tysk-romerska kejsaren. 